# Leucanella cinerea
Leucanella cinerea är en fjärilsart som beskrevs av Walker 1855. Leucanella cinerea ingår i släktet Leucanella och familjen påfågelsspinnare. Inga underarter finns listade i Catalogue of Life.